# Hameau de la Reine

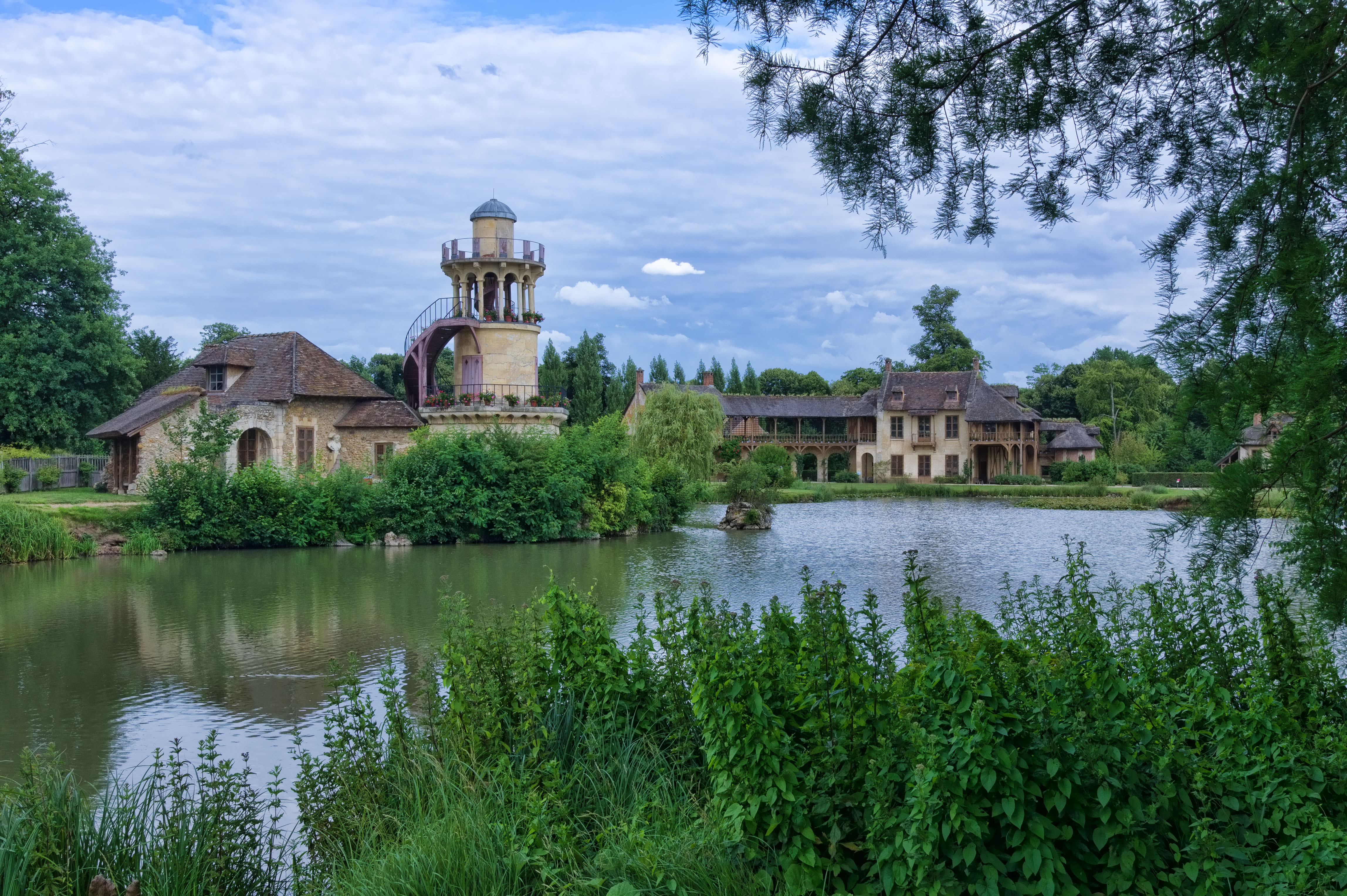
Hameau de la Reine

Hameau de la Reine é um anexo do Petit Trianon localizado nos terrenos do Palácio de Versalhes, em Yvelines, França. Esse agradável lugarejo foi encomendado durante o inverno de 1782-1783, pela rainha Maria Antonieta, que queria fugir dos constrangimentos da corte de Versalhes, com a nostalgia de uma vida mais rústica, num cenário natural inspirado nos escritos de Rousseau, um pequeno paraíso onde o teatro e a festa a fariam esquecer sua condição de rainha. Esse lugar campestre, que também era uma fazenda, marcou a influência das ideias dos fisiocratas e filósofos do Iluminismo na aristocracia da época. Inspirado no hameau de Chantilly, sua construção foi confiada ao arquiteto Richard Mique, que contou com a assistência  do pintor Hubert Robert.